# Frans Verstraten

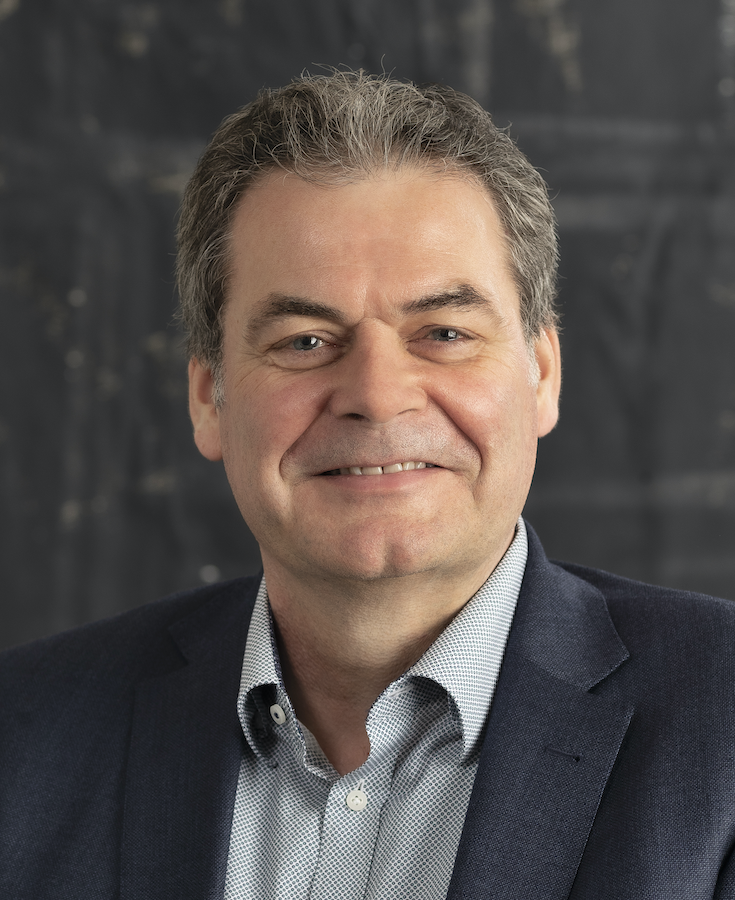
Frans Verstraten in 2021

Frans Verstraten (Langenboom, 1963) is een Nederlandse waarnemingspsycholoog werkzaam aan de University of Sydney in Australie. Voorheen was hij hoogleraar Cognitieve en Theoretische Psychologie aan de Universiteit Utrecht. Zijn onderzoek richt zich op de visuele waarneming bij de mens en de toepassing van technologische oplossingen in het domein van de psychische gezondheid.

## Biografie en wetenschappelijke bijdragen
Verstraten studeerde Psychologische Functieleer aan de Radboud Universiteit te Nijmegen en promoveerde cum laude aan de Universiteit Utrecht. Tussen 1994 tot 2000 verbleef hij voornamelijk in Canada (McGill University en University of Toronto), de Verenigde Staten (Harvard University) en Japan (Advanced Telecommuniciations Research Institute ATR). In 1999 volgde de benoeming tot hoogleraar Cognitieve en Theoretische Psychologie aan de Universiteit Utrecht op de leerstoel die tot 1998 door Piet Vroon werd bezet. In 2002 ontving hij een Pionierbeurs van de Nederlandse Organisatie voor Wetenschappelijk Onderzoek (NWO). Vanaf 2012 bezet hij de McCaughey Chair of Psychology aan Sydney University. Hij was Head of School tot en met december 2022.
Verstraten is getraind als psychofysicus door Professor Charles de Weert in Nijmegen en later door Professor Wim van de Grind in Utrecht. Zijn interesse ging vooral uit naar hoe het visuele systeem van de mens zich aanpast aan snelle veranderingen in de omgevingsomstandigheden. Een bekende visuele illusie, ook bekend als het naeffect van beweging, gebruikte hij om inzicht te verkrijgen in hoe het visuele systeem verschillende bewegingsvormen verwerkt. Dit resulteerde in een proefschrift waarvoor hij in 1995 de eerste dissertatieprijs van de Nederlandse Vereniging voor Psychonomie ontving. Met name de vondst van twee aparte kanalen voor de verwerking van lage en hogere snelheden kreeg de aandacht van het wetenschappelijk veld. 
Als postdoctoraal onderzoeker aan Harvard University onder begeleiding van de hoogleraar Patrick Cavanagh verbrede Verstraten zijn interesse naar de effecten van hogere orde processen als aandacht en oogbewegingen op het zien van beweging. Dit resulteerde in een veel geciteerd artikel over de temporele grens van aandachtsprocessen bij het zien van beweging. Tevens werd hij op Harvard bekend met de mogelijkheden die functionele Magnetische Resonantie Imaging (fMRI) biedt.
In 1997 kreeg hij Academie Onderzoeker positie van de sectie Natuurkunde van de Koninklijke Nederlandse Akademie van Wetenschappen om recalibratieprocessen in het visuele systeem te onderzoeken aan de Universiteit Utrecht. Tijdens die periode volgde een verblijf als visiting professor aan de University of Toronto  en tevens zijn benoeming in november 1999 tot hoogleraar bij de toenmalige Vakgroep Psychonomie van de Universiteit Utrecht. Deze positie startte hij in juli 2000. Zijn inaugurele rede had plaats in september van dat jaar met de titel 'Psychonomie in het decennium van het brein: de psychologie van de koffiekamer en het gezond verstand'.
In 2021 werd Verstraten gekozen tot Fellow of the Royal Society of New South Wales and later dat jaar tot Fellow of the Academy of Social Sciences of Australia.

## Promovendi
Verstraten heeft tussen 1997 en 2025, 21 succesvol afgeronde promotieprojecten begeleid, waarvan 4 met het judicium cum laude.

## Doceren en wetenschap voor een breder publiek
Verstraten werd drie keer gekozen tot docent van het jaar door de studenten Psychologie in Utrecht en gaf veel lezingen voor een algemeen publiek. Zo was hij de eerste spreker voor zowel Science café Deventer als Science café Zeist. Van 2003 tot 2009 was Verstraten lid van het wetenschappelijke panel voor het TELEAC televisieprogramma Hoe?Zo!. Hij was verder te zien in diverse televisieprogramma's als Noorderlicht, Paul de Leeuws parenavond en VARAs Herexamen. Als columnist schreef hij onder andere voor de Volkskrant, Illuster, De Psychonoom, en Mind Magazine.

## Nevenfuncties (selectie)
- 2017 - 2022: Lid Wetenschappelijke Adviescollege (WAC) Sociale - en Geesteswetenschappen (SGW). Nederlandse Organisatie voor Wetenschappelijk Onderzoek (NWO).
- 2016 - 2021: Lid Award committee Ken Nakayama Medal for Excellence in Vision Science
- 2013 - 2014: President Vision Sciences Society.
- 2012 - 2022: Lid van het 'Niels Stensen Fellowship Committee'.
- 2010 - 2015: Board of Directors Vision Sciences Society
- 2025 - 2030: Voorzitter van de adviesraad voor de Asia Pacific Conference on Vision (APCV)